# Peñabot

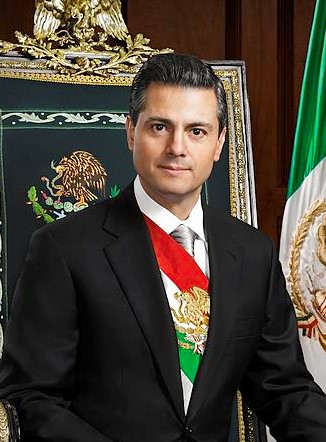
Enrique Peña Nieto, presidente de México entre 2012 y 2018.

Peñabot, dentro de la política mexicana, es el nombre designado a lo que analistas creen que es una red de cuentas automatizadas en las redes sociales, usadas por el gobierno mexicano para difundir propaganda a favor del gobierno y para marginalizar opiniones discrepantes en los medios sociales. 
Los Bots fueron notados inicialmente en las elecciones presidenciales de 2012 cuando fueron usados para diseminar opiniones en apoyo a Enrique Peña Nieto en redes como Twitter y Facebook. Durante su subsecuente presidencia, se ha notado que son usados para abrumar los "trending topics" que critican al gobierno, para inundar los hashtags de crítica con spam, para crear falsos "trending topics" con hashtags alternativos, y para presionar con campañas de insultos, difamación y desprestigio contra activistas y periodistas que critican al gobierno.
Los Peñabots se distinguen en el patrón de actividad muy diferente a lo que sería una actividad de interacción normal en redes sociales.
Otra forma de referirse a un Peñabot es cuando una persona, que apoya a Peña Nieto, se opone de manera innecesaria a cualquier discurso que apoyar otro partido político.